# Victor Warot
Victor Alexandre Joseph Warot (18 de septiembre de 1834, Verviers - 29 de marzo de 1906, Bois-Colombes) fue un cantante de ópera belga. Comenzó su carrera como tenor lírico, pero más tarde se convirtió en un tenor dramático conocido por su interpretación de los héroes de Wagner y Meyerbeer.

## Trayectoria
Warot nació en Verviers en una familia musical y teatral. Su padre fue el tenor Victor Alexandre Charles Warot (1808-1877) y su madre la actriz Cécile de soltera Desthieux. Su tío, (Constant Noel) Adolphe Warot (1812-1875) fue un conocido violonchelista, mientras que un segundo tío, (Victor Alexandre) Charles Warot (1804-1836) fue un compositor y director de orquesta. El abuelo de Warot, Charles (François) Warot, había sido el más rápido en el Teatro de Amberes.
Hizo su debut profesional en la Opéra-Comique en 1858 en Les monténégrins de Armand Limnander, seguido de La Dame Blanche. En 1859 creó el papel de The Reaper ('Le Faucheur') en el estreno de Le pardon de Ploërmel de Meyerbeer, mientras que otros papeles en este momento incluyeron a Bénédict en L'ambassadrice de Auber, Lord Latimer en Le songe d'une nuit d'été de Thomas, Luidgi en Don Gregorio 2] En 1860 cantó el papel de Beppe en el estreno de Rita de Donizetti y creó el papel de Saëb en Barkouf de Offenbach, mientras que en 1861 interpretó a Tonio en La fille du régiment, a Antonio en Salvator Rosa de Duprato y a Max en Le Beauté du diable. En 1862 asumió el papel principal en Le postillon de Lonjumeau e interpretó a Lorédan Grimani en Haydée, ou Le secret y a Azor en Zémire et Azor.
Desde 1861 hasta 1869 estuvo en la Ópera de París, donde interpretó papeles en varios estrenos mundiales, incluyendo a Tebaldo en La mule de Pedro (1863) de Victor Massé y Don Álvaro en L'Africaine (1865) de Meyerbeer. También cantó Don Ottavio en Don Giovanni, el héroe del título en Le comte Ory, Henri en Les vêpres siciliennes y Masaniello en La muette de Portici.
Warot apareció en concierto en Le désert y Christoph Colomb de David, en L'enfance du Christ de Berlioz y en el Stabat Mater de Pergoleisi. Durante este período apareció en dos óperas que serían significativas a lo largo de su carrera, como Léopold en La Juive y Alphonse en La muette de Portici. Al año siguiente apareció como Henri en Les vêpres siciliennes. Cantó Amenophis en Moïse, interpretó a Daniel en Le Docteur Magnus de Boulanger, cantó Guillaume en Le Philtre de Auber y apareció como "un pastor" en el estreno de 1864 de Roland à Roncevaux de Mermet y cantó en L'Africaine de Meyerbeer. En 1865 se casó con la joven estudiante de danza Marie-Ann Léger; permanecerían juntos hasta su muerte en 1904.
Warot estuvo comprometido con La Monnaie de 1868 a 1876, donde interpretó Riccardo en Un ballo en maschera, Manrico en Il trovatore, Erik en The Flying Dutchman, el papel principal en Tannhäuser, Raoul en Les Huguenots, Eléazar en La Juive y John of Leyden en Le prophète. Desde 1876 hasta su jubilación del escenario en 1888, permaneció activo como artista independiente en los principales teatros de ópera de Francia y Bélgica.
Warot se dedicó a enseñar canto después de que terminara su carrera en la ópera, en 1886 convirtiéndose en profesor en el Conservatorio de París. Aunque Warot todavía aparecía ocasionalmente en conciertos, comenzó otra exitosa carrera como profesor y administrador. Varios de sus alumnos tuvieron carreras exitosas, incluyendo a Lucienne Bréval, Edmond Clément, Jeanne Hatto y Lina Pacary. En 1885 fue nombrado Oficial de la Academia Francesa y en 1903 fue galardonado con la Legión de Honor. 
En 1902 publicó un libro, Bréviaire du chanteur.
Murió en Bois-Colombes en 1906.